# 托泰麗脂鯉
托泰麗脂鯉，為輻鰭魚綱脂鯉目脂鯉亞目脂鯉科的其中一個種，為熱帶淡水魚，分布於南美洲巴西Cascata河流域，體長可達8.2公分，棲息在水質清澈、砂石底質且有植物殘骸的溪流，屬雜食性，以昆蟲及植物殘渣等為食，生活習性不明。

## 扩展阅读
- 維基物種上的相關：托泰麗脂鯉